# La Fête à tout prix
 (avril 2024).
Pour plus de détails, voir Fiche technique et Distribution.
La Fête à tout prix (The Allnighter) est un film américain réalisé par Tamar Simon Hoffs, sorti en 1987.

## Synopsis
Les mésaventures de cinq étudiants qui préparent une fête à l'occasion de la fin de leurs études universitaires.

## Fiche technique
- Titre : La Fête à tout prix
- Titre original : The Allnighter
- Réalisation : Tamar Simon Hoffs
- Scénario : Tamar Simon Hoffs et M.L. Kessler
- Musique : Charles Bernstein
- Pays d'origine :  États-Unis
- Sociétés de production : Universal Pictures et Aurora Productions
- Genre : Comédie
- Durée : 95 minutes
- Date de sortie : 30 mars 1990

## Distribution
- Susanna Hoffs : Molly
- Dedee Pfeiffer : Val
- Joan Cusack : Gina
- James Anthony Shanta : le tueur
- John Terlesky : C.J.
- Michael Ontkean : Mickey
- Pam Grier : le sergent McLeesh
- Christian Roerig : Dirk Roburn
- Doug Choo : l'onle Vance